# Torrecuadradilla
Torrecuadradilla ist ein Ort und eine Gemeinde (municipio) mit 28 Einwohnern (Stand: 2024) im Südwesten der Provinz Guadalajara in der Autonomen Gemeinschaft Kastilien-La Mancha.

## Lage und Klima
Torrecuadradilla liegt in einer Höhe von ca. 1015 m in der Kulturlandschaft der Alcarria. Die Entfernung zur westsüdwestlich gelegenen Provinzhauptstadt Guadalajara beträgt etwa 44 Kilometer (Fahrtstrecke). Das Klima ist gemäßigt bis warm; Regen fällt übers Jahr verteilt.

## Bevölkerungsentwicklung
| Jahr      | 1970 | 1981 | 1991 | 2001 | 2011 | 2021 |
| Einwohner | 154  | 107  | 81   | 53   | 33   | 28   |

## Sehenswürdigkeiten
- Michaeliskirche